# 馬爾哈姆山
47°02′14″N 12°15′39″E / 47.037299°N 12.260739°E

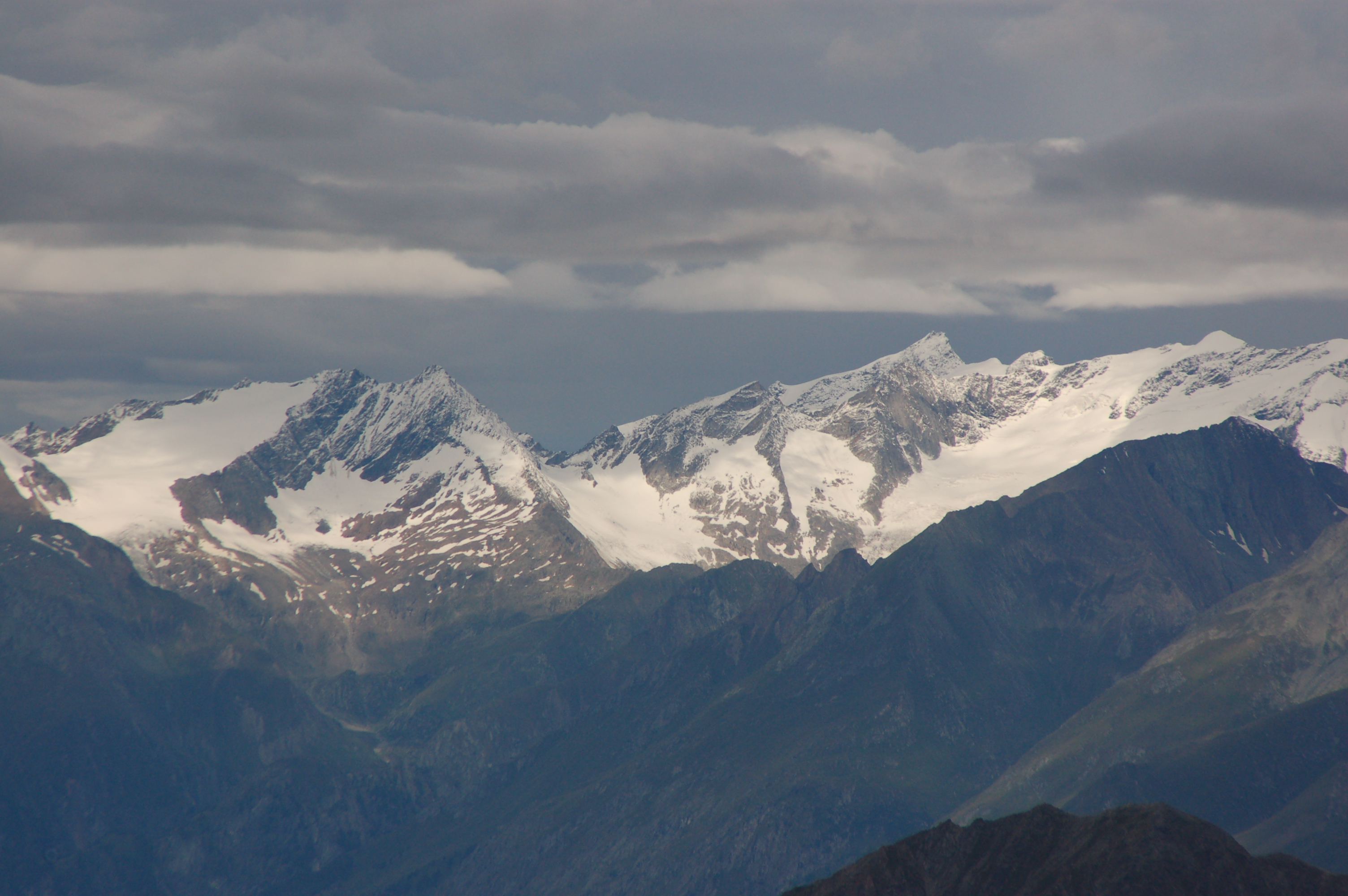

馬爾哈姆山（德語：Malhamhorn），是奧地利的山峰，位於該國西部，由蒂羅爾州負責管轄，屬於維內迪傑山脈的一部分，處於大韋內迪格山麓普雷格拉滕，海拔高度3,186米。